# أوقفوا الإعدام في إيران
أوقفوا الإعدام في إيران (بالإنجليزية: StopExecutionsinIran)‏ أو لا تعدموهم (بالفارسية: اعدام_نکنید) هشتاغ أصبح ترند بالعالم في 14 يوليو 2020 في تويتر والإنستغرام ردًا على انتشار خبر حكم الإعدام بحق ثلاث شباب إيرانيين هم أمير حسين مرادي، محمد رجبي وسعيد تمجيدي الذين كانوا من بين المتظاهرين في الاحتجاجات الإيرانية 2019-20. الهشتاغ أصبح لمدة ساعتين الأول حول العالم وفي ألمانيا وفي كندا الثاني وفي بريطانيا التاسع، وعلى الرغم من وجود مشاكل في الاتصال في إيران وصل عدد المشاركين في الهشتاغ من إيران أكثر من 5 ملايين حساب.